# Wielowieś

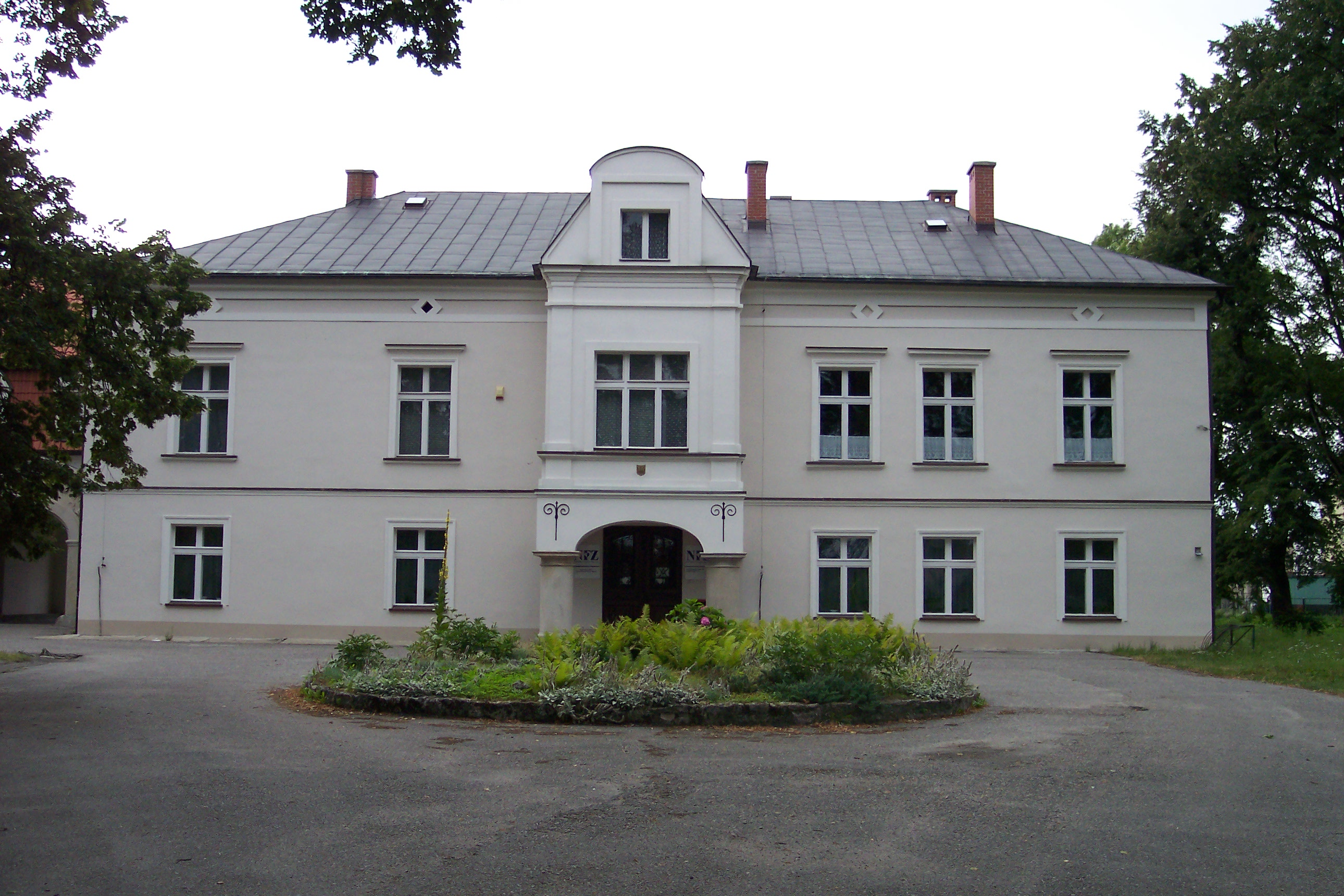
Schloss in Wielowieś

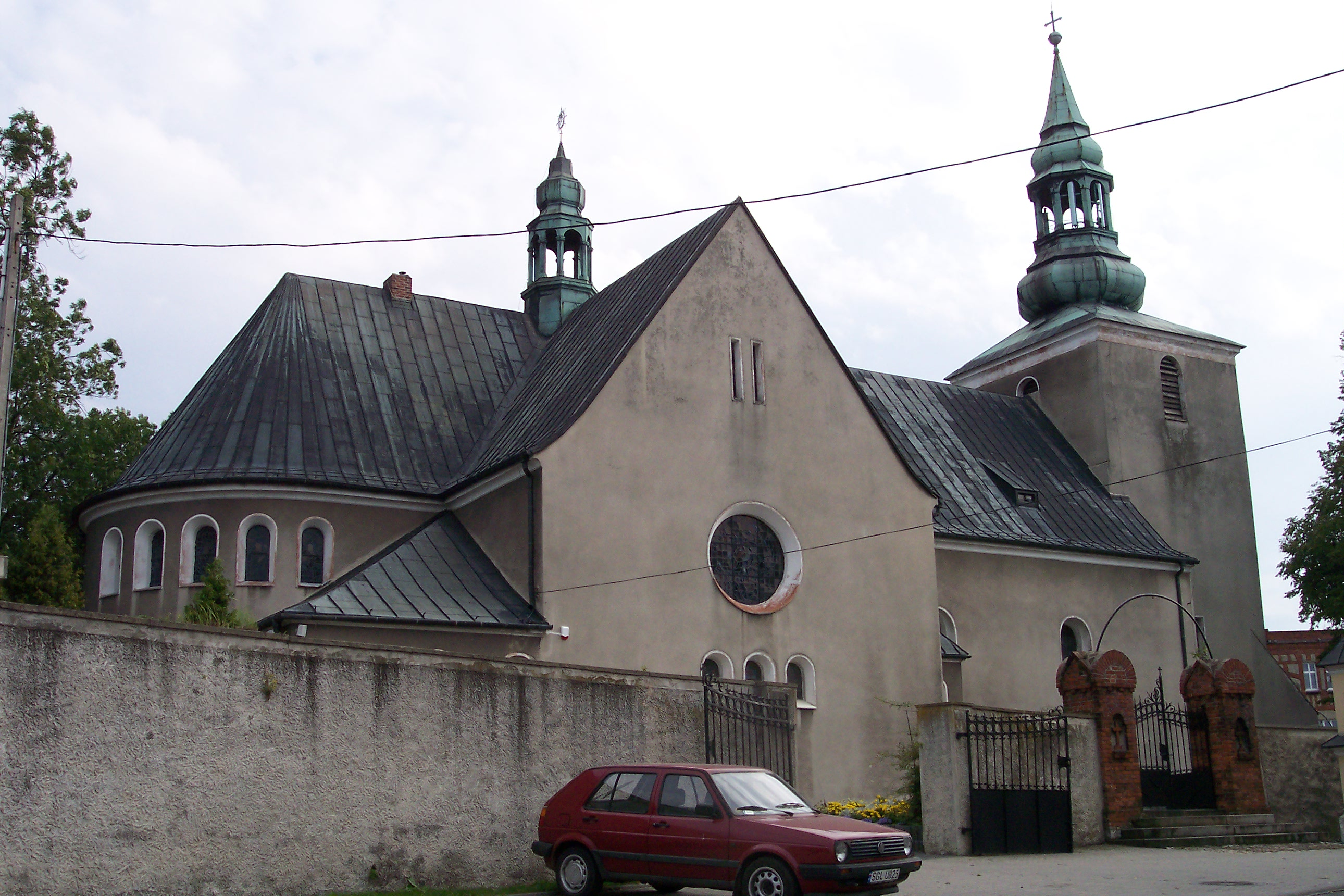
Kirche in Wielowieś

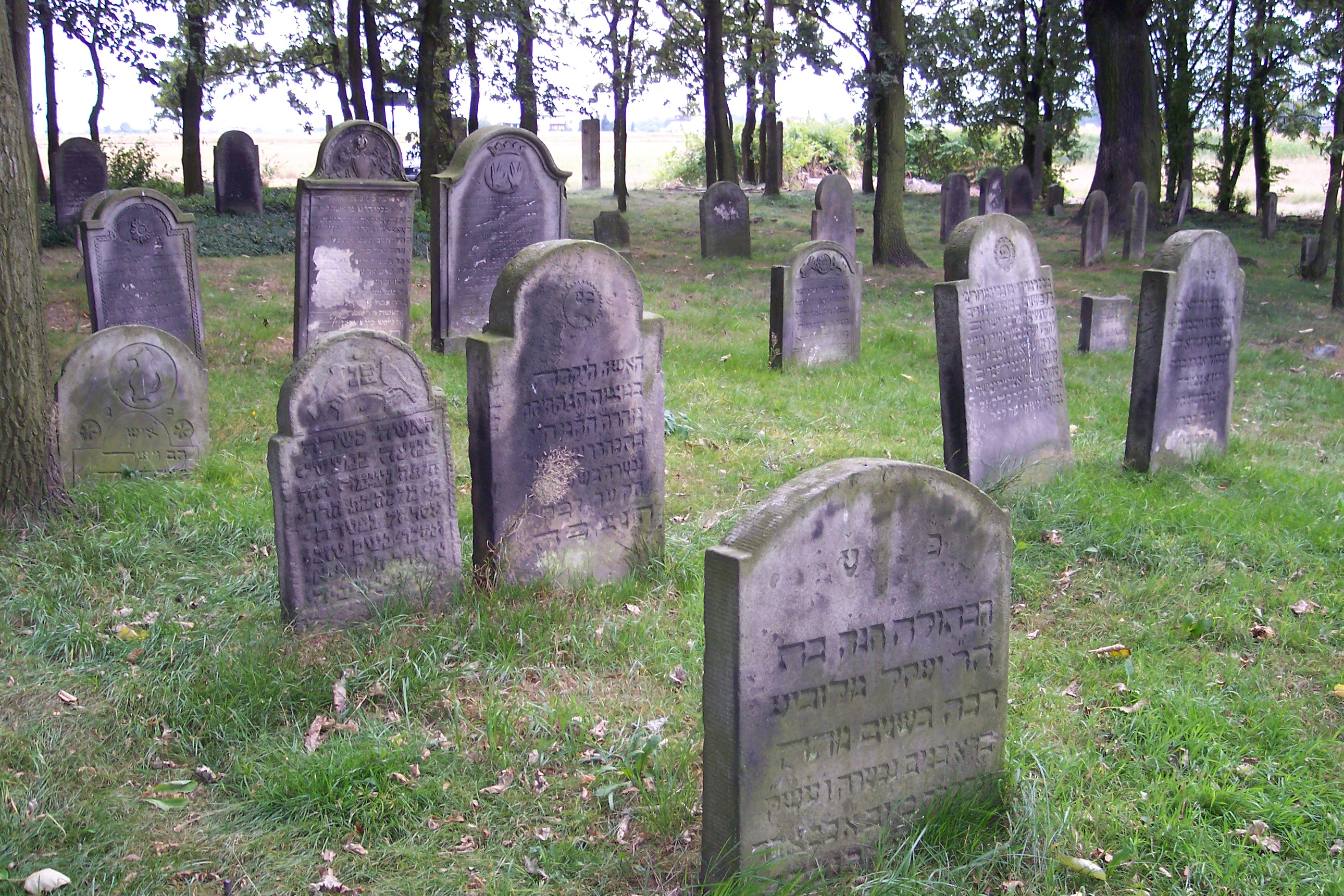
Jüdischer Friedhof

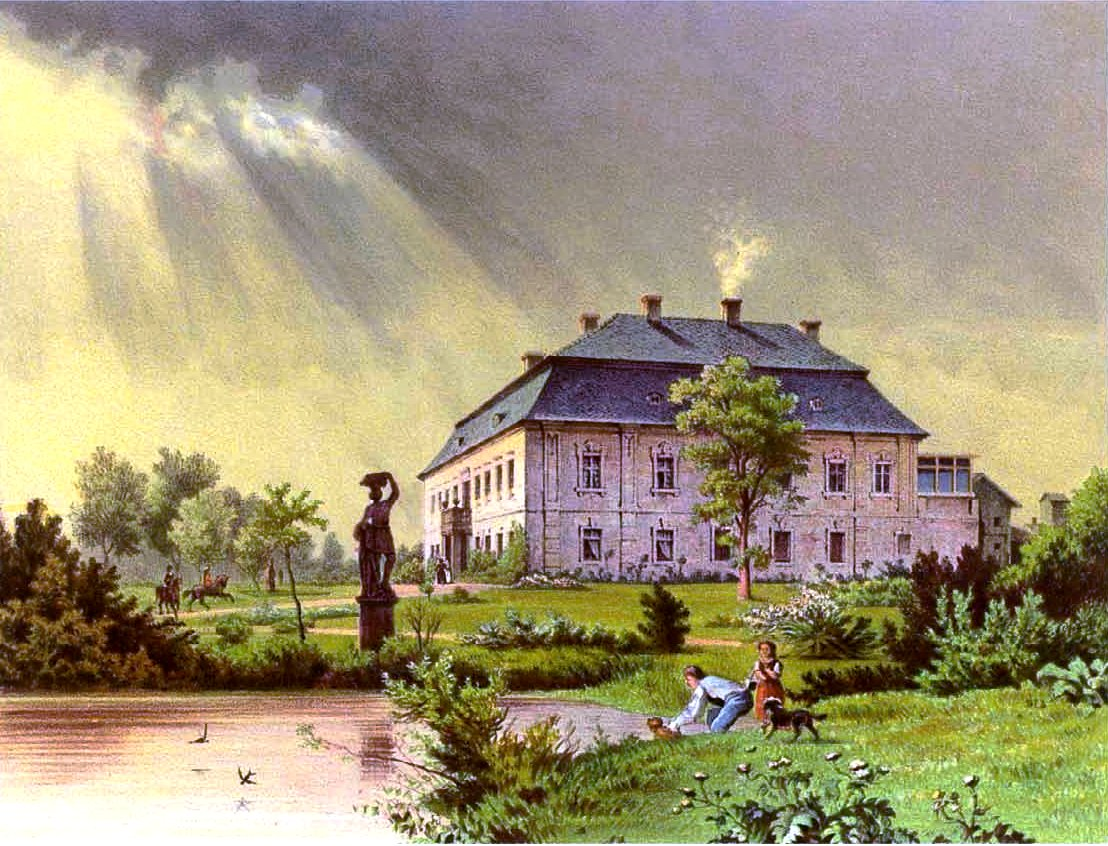
Das Schloss im 19. Jhd.

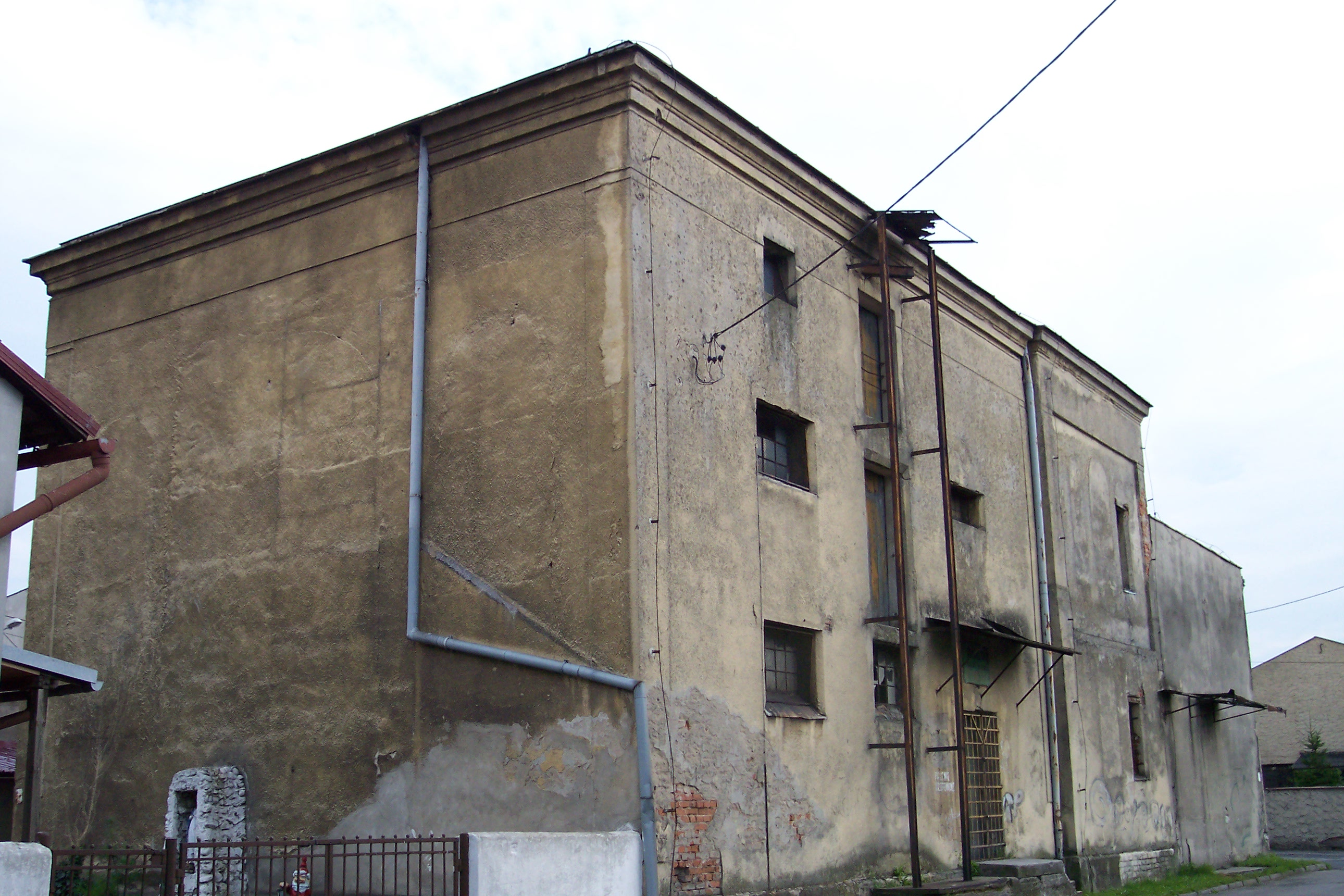
Ehem. Synagoge im heutigen Zustand

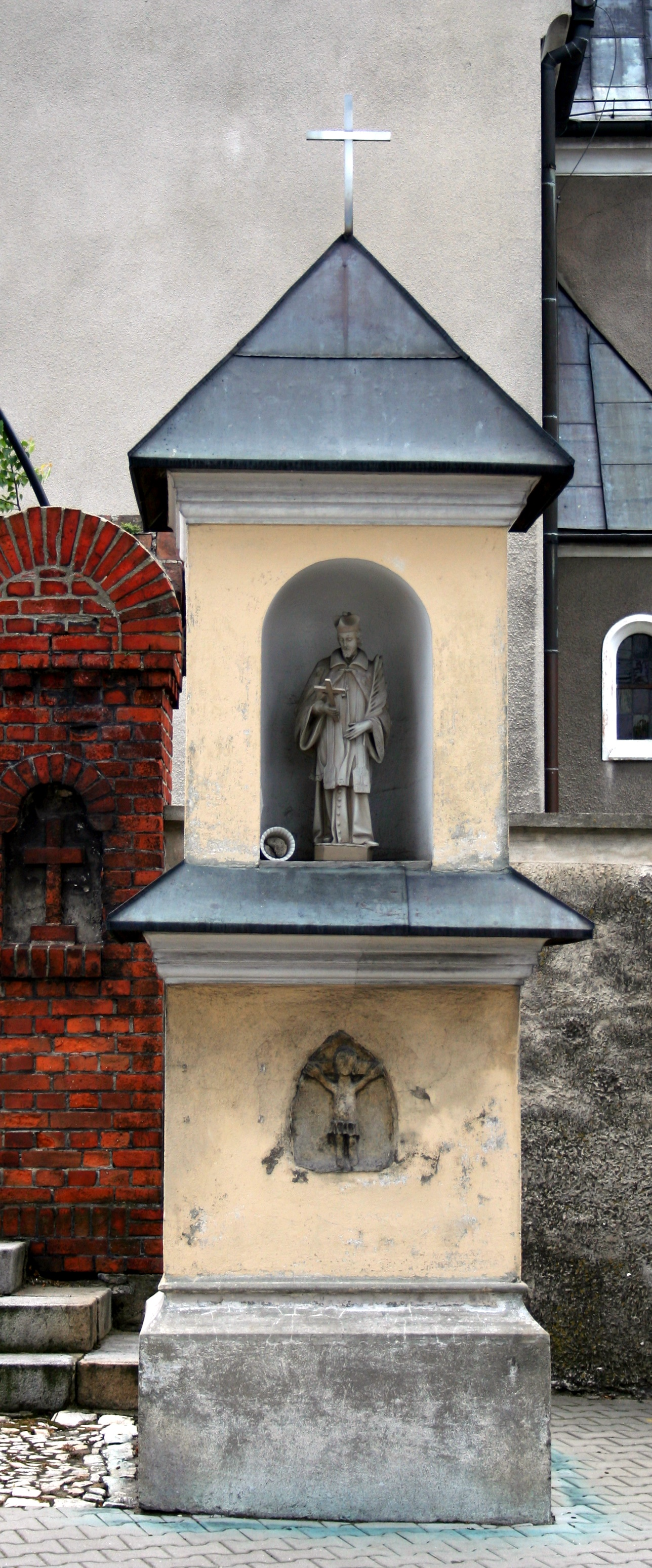
Bildstock

Wielowieś (deutsch Langendorf) ist ein Ort in der Gmina Wielowieś in Polen 14 km nördlich von Gliwice. Wielowieś liegt im Powiat Gliwicki in der Woiwodschaft Schlesien. Wielowieś ist der Gemeindesitz.

## Geografie

### Geografische Lage
Wielowieś liegt im Westen der Woiwodschaft Schlesien in der Nähe der Grenze zur Woiwodschaft Oppeln, nördlich der Kreisstadt Gliwice (Gleiwitz) und östlich von Toszek (Tost) und im mittleren Oberschlesien.

### Nachbarorte
Nachbarorte sind Kieleczka (Kieleschka), Czarków (Scharkow), Sieroty (Schieroth), Błażejowice (Blaschowitz) und Świbie (Schwieben).

## Geschichte
Der Ort entstand spätestens im 13. Jahrhundert und wurde zwischen 1295 und 1305 im Liber fundationis episcopatus Vratislaviensis (Zehntregister des Bistums Breslau) erstmals urkundlich als „Magna Villa“ in dem Satz „Item in Magna Villa sunt XL mansi parvi decimam in capis de 3-bus triticis siliginis et avenae“ erwähnt.
1335 wurde die Pfarrkirche erwähnt. 1629 kehrte das inzwischen protestantische Langendorf zur katholischen Religion zurück, der Adel blieb protestantisch.
1664 wurde in Langendorf eine jüdische Gemeinde von Juden aus Polen gegründet. Um 1720 lebten in der Pfarrei 668 Katholiken und 50 Juden, Langendorf war im Besitz von Graf Verdugo aus Tworog. 1779 erwarb General Johann Benedict von Groeling Langendorf, verkaufte es 1780 und erwarb es 1781 zurück. Bis 1780 nahm die Zahl der Juden deutlich zu und man begann die Angehörigen auch aus den Nachbarorten in Langendorf zu begraben. Laut dem Rabbiner Bernhard Brilling war im 18. Jahrhundert jeder vierte Einwohner Langendorfs jüdisch. 1817 waren es 279 Juden.
Der Ort wurde 1783 im Buch Beytrage zur Beschreibung von Schlesien als Langendorf erwähnt, gehörte einem Herrn von Holy, lag im Landkreis Tost und hatte ein herrschaftliches Vorwerk, eine katholische Kirche, eine katholische Schule, eine jüdische Schule, eine Potaschsiederei, 26 Bauern, 39 Gärtner, 25 Häusler und 399 Christen und 138 Juden. 1818 wurde der Ort als Langendorf erwähnt. 1865 bestand Langendorf aus einem Rittergut, einem Vorwerk und einem Marktflecken. Das Rittergut gehörte einem Herrn Kuschel, zu den Vorbesitzern zählten die Herren von Garnier, von Jarotzky, Stiertz, von Wallhofen und du Port. Das Vorwerk Herrmannshof gehörte einem Herrn Strien und war einst im Besitz des Ritterguts. Der Marktflecken hatte eine Bauernstelle, 19 Halbbauernstellen, 30 Gärtnerstellen und 62 Häuslerstellen. Jährlich wurden vier Viehmärkte und sechs Krammärkte abgehalten.
Am 10. April 1902 fand in der Langendorfer Kirche die Hochzeit von Baronesse Eva von Durant de Senegas mit Graf Leo von Ballestrem statt.
Bei der Volksabstimmung in Oberschlesien am 20. März 1921 stimmten von 918 Einwohnern 398 Wahlberechtigte für einen Verbleib bei Deutschland und 511 für die Zugehörigkeit zu Polen. Langendorf verblieb beim Deutschen Reich.
Am 6. Februar 1926 wurde auf einem vom Baron von Durant (aus der Familie Durand, Marquis de Senegas et de bonne aus dem Langduc) geschenkten Grundstück ein Gefallenendenkmal eingeweiht. In den 1930ern wurde in Langendorf eine neue Siedlung mit 48 Häusern an der Straße nach Schwieben errichtet.
Zwischen 1934 und 1935 wurde die Maria-Himmelfahrt-Kirche erweitert. 1935 wurde in Anwesenheit des Bischofs Zänker aus Breslau, Pastor Zimmer aus Tost und dem Baumeister Draub aus Peiskretscham der Grundstein für die evangelische Kapelle gelegt. 1939 kam Langendorf vom Regierungsbezirk Oppeln zum Regierungsbezirk Kattowitz. Bis 1945 befand sich der Ort im Landkreis Tost-Gleiwitz.
1945 kam der bis dahin deutsche Ort unter polnische Verwaltung und wurde in Wielowieś umbenannt und wurde der Woiwodschaft Schlesien angeschlossen. Von 1950 bis 1998 lag Wielowieś in der Woiwodschaft Kattowitz. 1999 kam Wielowieś zur Woiwodschaft Schlesien und in den wiederentstandenen Powiat Gliwicki.
Seit 2007 befindet sich der Gemeindesitz der Gemeinde Wielowieś im Schloss in der ul. Główna 1, zuvor in der ul. Główna 25.

### Einwohnerentwicklung
Die Einwohnerzahlen von Langendorf nach dem jeweiligen Gebietsstand:
| Jahr | Einwohner |
| ---- | --------- |
| 1910 | 1.246     |
| 1933 | 1.890     |
| 1939 | 2.074     |

## Kultur und Sehenswürdigkeiten

### Sehenswürdigkeiten
- Schloss- und Parkanlage der Familie Verdugo aus dem Jahr 1748. Umgebaut von 1923 bis 1927.
- Die römisch-katholische Maria-Himmelfahrt-Kirche aus dem 15. Jahrhundert, 1935 ausgebaut. Sie besitzt eine kunstvoll ausgestaltete Kanzel aus Holz.[10]
- Evangelische Kapelle, neogotische Kapelle aus dem Jahr 1924.
- Katholische Kapelle aus dem 20. Jahrhundert
- Ehemalige Synagoge, älteste Synagoge Oberschlesiens, erbaut 1771. Wurde bis 1938 genutzt und von einem Langendorfer aufgekauft, wodurch das Gebäude erhalten bleiben konnte. Wurde später in ein Lager umgebaut.
- Jüdischer Friedhof aus der Wende des 18./19. Jahrhunderts mit etwa 250 erhaltenen Grabsteinen. Der älteste erhaltene Grabstein des ersten jüdischen Bürgers von Langendorf Jonathan Bloch von 1722.
- Zahlreiche Bürgerhäuser an der Hauptstraße und an den Nebenstraßen, u. a. von jüdischen Bürgern erbaut. U.a. Jugendstilgebäude aus dem Jahr 1905 mit weißen glasierten Ziegeln (ul. Główna 57), historistisches Gebäude aus dem Jahr 1896 (ul. Szkolna 2), Wohngebäude aus der zweiten Hälfte des 19. Jahrhunderts (ul. Młyńska 1), ehemalige katholische Schule aus der ersten Hälfte des 19. Jahrhunderts (ul. Kościelna 4) und die Villa Schlesinger aus dem Jahr 1910 in der sich bis 2007 das Gemeindeamt befand (ul. Główna 25).
- Bildstock an der Kirche mit einer Figur des heiligen Johannes Nepomuk und einem alten Kreuz
- Vier Wegkreuze aus den Jahren 1870, 1875 und 1903.

### Kulturelle Einrichtungen
- Kulturzentrum der Gemeinde
- Öffentliche Bibliothek der Gemeinde

## Gemeinde
siehe Hauptartikel Gmina Wielowieś

## Bildung
- ein Kindergarten
- eine Grundschule (Szkoła Podstawowa w Wielowsi)
- ein Gymnasium (Gimnazjum w Wielowsi)

## Verkehr
Die Bahnstrecken Tarnowskie Góry–Opole und Pyskowice–Lubliniec kreuzen sich im Gemeindegebiet, östlich der Kreuzung lag der Bahnhof Borowiany, südlich Czarków.

## Vereine
- Sportverein LKS Tęcza Wielowieś, gegründet 1947
- Deutscher Freundschaftskreis Langendorf

## Söhne des Ortes
- Josef Walburg (1924–2006), Holzbildhauer
- Jerzy Henryk Skrabania (* 1957), Kirchenhistoriker
- Piotr Duda (* 1962), Gewerkschafter